# Henryk Miśkiewicz
Henryk Miśkiewicz (ur. 2 czerwca 1951 w Żaganiu) – polski saksofonista i klarnecista. Muzyk wszechstronny związany z polskim jazzem.  Czterokrotny laureat nagrody polskiego przemysłu fonograficznego Fryderyka. Członek Akademii Fonograficznej ZPAV.

## Życiorys
Syn Michała Miśkiewicza i Leokadii.
Muzyczną edukację zaczął od gry na akordeonie, później uczęszczał do Liceum Muzycznego we Wrocławiu i PWSM w Warszawie w klasie klarnetu Ludwika Kurkiewicza.
Współzałożyciel dixielandowego Young Jazz Band, z którym występuje w 1967 na festiwalu Jazz nad Odrą. Grał z Big Band „Stodoła”, Jazz Carriers i z Sun Ship do jego rozwiązania w 1981. Jako alcista występował z Jarosławem Śmietaną, Henrykiem Majewskim, Janem Ptaszynem Wróblewskim, Kubą Stankiewiczem i innymi.
Mąż Grażyny, ojciec Michała, perkusisty jazzowego, i Doroty, piosenkarki jazzowej.
W 1994 założył własny kwartet z pianistą Andrzejem Jagodzińskim, synem Michałem na perkusji oraz basistą Zbigniewem Wegehauptem. Występował też z rodziną – żoną Grażyną, córką Dorotą jako wokalistką i synem Michałem na perkusji.

## Dyskografia
| - Jazz Carriers – Carry On! (1973, Polskie Nagrania Muza) - Elżbieta Wojnowska – Życie Moje (1978, Polskie Nagrania Muza) - Elżbieta Adamiak – Elżbieta Adamiak (1980, Polskie Nagrania Muza) - Łucja Prus – Łucja Prus (1981, Wifon) - Krystyna Prońko – Krystyna Prońko (1983, Pronit) - Zbigniew Wegehaupt – Sake (1983, Poljazz) - Jarosław Śmietana – Talking Guitar (1984, Polskie Nagrania Muza) - Zbigniew Jaremko – Dedications (1986, Poljazz) - Danuta Błażejczyk – Danuta Błażejczyk (1986, Polskie Nagrania Muza) - Alicja Majewska – Piosenki Korcza I Młynarskego (1987, Polskie Nagrania Muza) - Michał Bajor – Nowe Piosenki (1988, Weriton) - Marianna Wróblewska – Privilege (1988, Polskie Nagrania Muza) - Piotr Schulz – Piotr Schulz (1988, Polskie Nagrania Muza) - Jacek Różański – Życie To Nie Teatr (1989, Polskie Nagrania Muza) - Wiesław Pieregorólka – Big Band (1989, Polskie Nagrania Muza) - Bemibek – Dziennik mej podróży (1993, Sound-pol/Baierle Records) - Henryk Miśkiewicz – More Love (1994, Black Label Productions) |  | - Henryk Miśkiewicz – Kakaruka (1995, Grami) - Jan Ptaszyn Wróblewski – Made In Poland (1995, Gowi) - Robert Majewski – Robert Majewski Plays Komeda (1995, Gowi) - Henryk Miśkiewicz – Remembrances (1996, Black Label Productions) - Ewa Bem – Bright Ella’s Memorial (1997, Koch) - Janusz Kozłowski – Friends (1998, Jazz Forum Records) - Henryk Miśkiewicz – No More Love (2000, Polonia Records) - Henryk Miśkiewicz & Simple Acoustic Trio – Lyrics (2001, Grami) - Ptaszyn Wróblewski Sextet – Bielska Zadymka Jazzowa (2001, Jazz Forum Records) - Henryk Miśkiewicz – Full Drive (2004, Grami) - Henryk Miśkiewicz & Polish Radio Symphony Orchestra – Altissimonica (2004, Polskie Radio) - Henryk Miśkiewicz – Uniesienie (2005, Grami) - Anna Maria Jopek – Niebo (2005, Universal Music Polska) - Henryk Miśkiewicz – Full Drive 2 (2007, Grami) - Michał Lorenc – Różyczka (Muzyka Do Filmu) (2010, Polskie Radio) - Henryk Miśkiewicz – Full Drive 3 (2012, Fonografika) |

## Odznaczenia i nagrody
- Złoty Medal „Zasłużony Kulturze Gloria Artis” (2023)[38]
- Srebrny Medal „Zasłużony Kulturze Gloria Artis” (2017)[38]
- Nagroda 100-lecia Stowarzyszenia Autorów ZAiKS (2022)[39]
- Złoty Fryderyk (2022)[40]

## Nagrody i wyróżnienia muzyczne
| Rok  | Kategoria                       | Tytułem           | Nagroda                                         | Nota      | Źródło |
| ---- | ------------------------------- | ----------------- | ----------------------------------------------- | --------- | ------ |
| 1994 | Najlepszy album muzyki jazzowej | More Love         | Fryderyki 1994                                  | Nominacja | [ 41 ] |
| 1994 | n.d.                            | Henryk Miśkiewicz | Nagroda Muzyczna Programu Trzeciego – „Mateusz” | Laur      | [ 42 ] |
| 1995 | Album roku – jazz               | Kakaruka          | Fryderyki 1995                                  | Nominacja | [ 43 ] |
| 1996 | Album roku – jazz               | Remembrances      | Fryderyki 1996                                  | Nominacja | [ 44 ] |
| 1999 | Jazzowy muzyk roku              | Henryk Miśkiewicz | Fryderyki 1999                                  | Nominacja | [ 45 ] |
| 1999 | Jazzowy album roku              | Ja nie chcę spać  | Fryderyki 1999                                  | Nominacja | [ 45 ] |
| 2001 | Jazzowy muzyk roku              | Henryk Miśkiewicz | Fryderyki 2001                                  | Nonimacja | [ 46 ] |
| 2001 | Jazzowy album roku              | Lyrics            | Fryderyki 2001                                  | Laur      | [ 46 ] |
| 2003 | Jazzowy muzyk roku              | Henryk Miśkiewicz | Fryderyki 2003                                  | Nominacja | [ 47 ] |
| 2004 | Jazzowy album roku              | Full Drive        | Fryderyki 2004                                  | Nominacja | [ 48 ] |
| 2004 | Jazzowy album roku              | Altissimonica     | Fryderyki 2004                                  | Nominacja | [ 48 ] |
| 2004 | Jazzowy muzyk roku              | Henryk Miśkiewicz | Fryderyki 2004                                  | Laur      | [ 48 ] |
| 2005 | Jazzowy album roku              | Uniesienie        | Fryderyki 2005                                  | Nominacja | [ 49 ] |
| 2005 | Jazzowy muzyk roku              | Henryk Miśkiewicz | Fryderyki 2005                                  | Nominacja | [ 49 ] |
| 2008 | Jazzowy album roku              | Full Drive 2      | Fryderyki 2008                                  | Nominacja | [ 50 ] |
| 2008 | Jazzowy muzyk roku              | Henryk Miśkiewicz | Fryderyki 2008                                  | Nominacja | [ 50 ] |
| 2012 | Klarnecista roku                | Henryk Miśkiewicz | „Jazz Top” – Plebiscyt „Jazz Forum”             | Laur      | [ 51 ] |
| 2012 | Saksofonista altowy roku        | Henryk Miśkiewicz | „Jazz Top” – Plebiscyt „Jazz Forum”             | Laur      | [ 51 ] |
| 2013 | Klarnecista roku                | Henryk Miśkiewicz | „Jazz Top” – Plebiscyt „Jazz Forum”             | Laur      | [ 52 ] |
| 2013 | Saksofonista altowy roku        | Henryk Miśkiewicz | „Jazz Top” – Plebiscyt „Jazz Forum”             | Laur      | [ 52 ] |
| 2013 | Album roku – muzyka jazzowa     | Full Drive 3      | Fryderyki 2013                                  | Nominacja | [ 53 ] |
| 2013 | Artysta roku – muzyka jazzowa   | Henryk Miśkiewicz | Fryderyki 2013                                  | Laur      | [ 53 ] |
| 2014 | Klarnecista roku                | Henryk Miśkiewicz | „Jazz Top” – Plebiscyt „Jazz Forum”             | Laur      | [ 54 ] |
| 2014 | Saksofonista altowy roku        | Henryk Miśkiewicz | „Jazz Top” – Plebiscyt „Jazz Forum”             | Nominacja | [ 54 ] |
| 2015 | Klarnecista roku                | Henryk Miśkiewicz | „Jazz Top” – Plebiscyt „Jazz Forum”             | Laur      | [ 55 ] |
| 2015 | Saksofonista altowy roku        | Henryk Miśkiewicz | „Jazz Top” – Plebiscyt „Jazz Forum”             | Nominacja | [ 55 ] |
| 2021 | Muzyka rozrywkowa i jazz        | Henryk Miśkiewicz | Fryderyki 2021                                  | Laureat   | [ 56 ] |